# Развито средновековие
Развитото или Същинското средновековие е периодът на европейската история, който продължава от около 1050 до 1300 година. Той е предшестван от Ранното средновековие и е последван от Късното средновековие.
Към 780 г. настъпва краят на варварските нашествия и Европа става по-организирана социално и политически.  Макар че съществуват известни разлики между Византия и Западна Европа, този период се характеризира с окрупняване на феодите. На запад кралете се налагат като абсолютни владетели по примера на Карл Велики, макар да признават върховенството на папата. На изток след завоюването на България от Василий II взема връх обратната тенденция и през 1054 г. християнството се разцепва на две с Великата схизма. Викингите се установяват на Британските острови, във Франция и на други места, а в Скандинавия започват да се развиват християнски кралства. Маджарите прекратяват своята експанзия през X век и към 1000 г. християнското кралство Унгария е призната държава, която сключва съюзи с регионалните сили в Централна Европа. С краткото изключение на монголските нашествия през XIII век, големите набези на номади спират. Мощната Византийска империя от времето на Македонската династия и династията на Комнините постепенно отстъпва място на възкресените Сърбия и България и на новата Латинска империя (1204 – 1261), които непрекъснато се бият помежду си до края на последната. Византийската империя е възстановена през 1261 г. с възвръщането на Константинопол на Византия, но тя вече няма същата сила и продължава да отслабва през XIV век, като останки от нея се задържат до средата на XV век.
През XI век народите на север от Алпите започват по-интензивно заселване, насочвайки се към нови земи, някои от които са запустели след края на Западната Римска империя. В дейности, които историкът Шарл Хигуне нарича „големите разчиствания“, хората разчистват и обработват някои от обширните гори и блата, разположени в тази част от континента. Заселниците преминават отвъд традиционните граници на Франкската империя към нови земи отвъд река Елба, което утроява размера на заетите от германски племена земи. Подобряването на климата в Северна Европа, техническите нововъведения, включително тежкият плуг, триполното сеиотбообръщение, широкото използване на мелниците и други технически постижения, дават основание на някои историци да определят периода като време на първа аграрна революция и огромен напредък в Европа.
Католическата църква, която в този период достига върха на своята политическа мощ, призовава християните от цяла Европа към поредица от кръстоносни походи срещу селджуците и арабите, окупирали Светите земи. Кръстоносците основават няколко кръстоносни държави в Леванта. Религиозни причини лежат в основата и на Северните кръстоносни походи. Чрез Реконкистата християнските кралства си възвръщат голяма част от Иберийския полуостров от мюсюлманите, а норманите завладяват Южна Италия. Това е само част от голямото нарастване и преселванния, характерни за периода.
През XII–XIII век икономическата структура на средновековното феодално общество се променя. Покрай кръстоносните походи се развиват стоково-паричните отношения, занаятчийският труд се отделя от земеделския, появяват се първите занаятчийски обединения (цехове), възникват първите манифактури. Промяната в обществените отношения налага развитието на науката, а светогледът на средновековния човек започва да излиза от тясно религиозно-схоластичната си дотогавашна рамка. В периода XI – XIII век възникват първите съвременни европейски университети (в Болоня, Париж, Оксфорд, Саламанка, Неапол) в които основно се изучава богословие. Наред с него църквата допуска и изучаване на античното наследство по дисциплините аритметика, астрономия, геометрия, граматика, реторика, диалектика, музика. Средновековната наука от това време е пропита от мистицизъм и схоластика, но именно тези зачатъци на мистичната промисъл, обърната към античното наследство, създават предпоставките за Ренесанса по-късно.
Бързо нарастващото население на Европа води до големи социални и политически промени, сравнено с предходната епоха, включително първите наченки на урбанизация. Градовете стават по-многолюдни, процъфтяват търговията и дребното занаятчийство. Сформира се народностното съзнание. Към 1250 г. ръстът на икономиката в някои райони достига нива, които няма да бъдат достигнати отново до XIX век.
Същинското средновековие ражда много различни форми на интелектуални, духовни и художествени произведения. През епохата се наблюдава и възход на етноцентризма, който еволюира по-късно в национално и гражданско осъзнаване в по-голямата част от Европа, издигането на големите италиански градове държави и разцвета и упадъка на ислямската цивилизация на Андалус. Преоткриването на произведенията на Аристотел, отначало косвено чрез средновековната еврейска и ислямска философия, кара мислителите от периода Моисей Маймонид, Авицена, Авероес, Тома Аквински и други да разширят схоластиката с античната философия. През по-голямата част от този период Константинопол остава най-населеният град в Европа, а византийското изкуство достига своя връх през 12 век. Много от най-забележителните готически катедрали са построени или завършени около този период.

## Исторически и политически събития

### Великобритания и Ирландия
Норманското нашествие в Англия през 1066 г. завършва с установяване на кралска власт от френски благородници. След още сто години норманите нахлуват в Ирландия през 1169 г. и скоро се утвърждават в по-голямата ѝ, въпреки че крепостта им е югоизтокът. По същия начин Шотландия и Уелс стават васали по едно и също време, въпреки че Шотландия по-късно извоюва своята независимост, а Уелс остава до голяма степен под властта на независими местни принцове до смъртта на последния суверенен уелски принц през 1282 г.  При крал Хенри I през 12 век е основана държавната хазна и са свикани първите английски парламенти. През 1215 г., след загубата на Нормандия, крал Джон подписва Магна Харта и тя става закон, който ограничава властта на английските монарси.

### Испания, Португалия и Италия
Голяма част от Иберийския полуостров се заема от маврите след завоюването му през 711 г., въпреки че най-северните части са разделени между няколко християнски държави. През XI и отново през XIII век, християнските кралства постепенно прогонват мюсюлманите от централната и по-голямата част от Южна Иберия.
В Италия независимите градове държави забогатяват от морска търговия, свързваща Европа с Ориента. Това са по-специално таласократиите в Пиза, Амалфи, Генуа и Венеция.

### Скандинавия
От средата на Х до средата на XI век скандинавските кралства се обединяват и приемат християнството, което прекратява набезите на викингите и води до тяхното по-голямо участие в европейската политика. Датският крал Кнут Велики управлява Англия и Норвегия. След смъртта му през 1035 г. тези страни са загубени за датчаните, а с поражението на Валдемар II през 1227 г. доминиращата им роля в региона приключва. Междувременно Норвегия разширява своите атлантически владения, включващи Гренландия и остров Ман, докато Швеция, под управлението на Биргер Ярл, става мощна сила в Балтийско море. През същия период, белязан от договора от Пърт от 1266 г., норвежкото влияние започва да намалява. Между 1130 и 1240 година в Норвегия бушуват граждански войни.

### Франция и Германия
По времето на Същинското средновековие на мястото на Каролингската империя съществуват отделни кралства, наречени Франция и Германия, макар и не със съвременните си граници. Германия е под егидата на Свещената Римска империя, която достига върха на своята политическа мощ.

### Грузия
По време на успешното управление на крал Давид IV Строителя (1089 – 1125), царство Грузия се разраства и грузинците прогонват Селджукската империя от своите земи. Решителната победа на Давид в битката при Дидгори (1121 г.) срещу селджуците, в резултат на която Грузия възвръща загубената си столица Тбилиси, бележи началото на грузински Златен век. Внучката на Давид, кралица Тамара, продължава възходящата тенденция, като неутрализира успешно вътрешната опозиция и предприема енергична външна политика, подпомогната от по-нататъшния упадък на враждебните селджуци. Разчитайки на мощен военен елит, Тамара успява да надмине успехите на предшествениците си и създава империя, която доминира в обширните земи, обхващащи днешна южна Русия от Черно море до Каспийско море. Грузия остава водеща регионална сила до нейния колапс под монголските атаки, настъпил две десетилетия след смъртта на Тамара.

### Унгария
През Същинското средновековие кралство Унгария (основано през 1000 г.), се превръща в една от най-мощните средновековни държави в Централна и Западна Европа. Унгарският крал Стефан I е запомнен от тогавашните хронисти като много религиозен, с широки познания по латинска граматика, строг към собствения си народ, но любезен с чужденците. Той изкоренява остатъците от племенната организация, принуждава хората си да уседнат и да приемат християнската религия, етика и начин на живот и основава унгарската средновековна държава, организирайки я политически в графства по германската система.
Следващите монарси обикновено поддържат близки отношения с Рим, например Ласло I и имат толерантно отношение към езичниците в кралството, (например куманите през 13 век), което в крайна сметка създава известен дискомфорт за някои римски папи. С установяването на лична уния с кралство Хърватия и създаването на други васални държави, Унгария се превръща в малка империя, която разширява контрола си над Балканите и Карпатите. Унгарската кралска династия дава най-много светци на католическата църква през Средновековието.

### Литва
По време на Същинското средновековие възниква кралство Литва. След убийството на първия християнски крал Миндаугас Литва е известна като Велико литовско княжество. Останала непокорена по време на Ливонския кръстоносен поход, Литва бързо се разширява на изток и се превръща в една от най-големите държави в Европа.

### Полша
Полша е основана като държава по време на династията Пясти, която управлява страната между X и XIV век. Тя решава да се обвърже с Великото литовско княжество и това е потвърдено с Кревската уния и по-късните договори, което води до установяване на лична уния през 1569 г.

### Югоизточна Европа
Основни статии: Комнинов ренесанс, Втора българска държава, Велико княжество Сърбия, Княжество Арбърия, Босненска бановина и Кралство Хърватия
През Същинското средновековие настъпва разцветът и упадъкът на Киевска Рус и появата на куманите в Дещи Къпчак. По-късно монголското (татарското) нашествие през 13 век оказва голямо влияние върху Източна Европа, като много страни от региона са нападнати, разграбени, завладени и / или васализирани.
През първата половина на този период (ок. 1025 – 1185) Византийската империя доминира на Балканите и при управлението на Комнините се наблюдава възраждане на просперитета и урбанизацията; обаче византийското господство приключва с успешното въстание на Асен и Петър през 1185 г. Регионът след това е разделен между византийците – днешна Гърция, някои части на Македония и Тракия, българите – Мизия и по-голямата част от Тракия и Македония, и сърбите на северозапад. Източната и западната църкви се разделят официално през XI век с Великата схизма и въпреки спорадичните периоди на сътрудничество през XII век, през 1204 г. рицарите от Четвъртия кръстоносен поход коварно превземат Константинопол. Това сериозно наврежда на византийците и в крайна сметка тяхната мощ е отслабена от нападенията на селджуците и от изгряващата Османска империя през XIV – XV век. Властта на Латинската империя обаче е краткотрайна, след като кръстоносната армия е разбита от българския цар Калоян в битката при Адрианопол (1205 г.).

## Религия
Източно-западната схизма от 1054 г. официално разцепва християнската църква на две: римокатолицизъм в Западна Европа и източно православие в източната част. Това става, когато папа Лъв IX и патриарх Михаил I Керуларий отлъчват взаимно, главно заради спорове относно употребата на безквасен хляб в литургията и дните за пост, върховенството на папската власт над четирите източни патриарси, както и несъгласието относно филиокве.

### Кръстоносни походи
Кръстоносните походи към Светите земи се провеждат между XI и XIII век под егидата на папата с цел да възстановят християнската власт като си възвърнат района от мюсюлманския Фатимидски халифат. Фатимидите превземат Палестина през 970 г., губят я от селджуците през 1073 г. и я завземат отново през 1098 г. През 1099 г. в резултат на Първия кръстоносен поход тя е завладяна от кръстоносците, които основават няколко кръстоносни държави.

#### Военни ордени
В контекста на кръстоносните походи са основани монашески военни ордени, които ще се превърнат в модел за късносредновековните рицарски ордени.
Рицарите тамплиери са християнски военен орден, основан след Първия кръстоносен поход, за да помага за защитата на християнските поклонници от враждебно настроените местни жители и разбойниците по пътищата. Орденът е дълбоко свързан с банковото дело, акумулира значителни средства и редовно финансира европейските владетели. През 1307 г. френският крал Филип Хубави арестува целия орден във Франция по обвинение в ерес и го унищожава.
Рицарите хоспиталиери първоначално са християнска организация, основана в Йерусалим през 1080 г., за да се грижат за бедни, болни или ранени поклонници. След превземането на Йерусалим в Първия кръстоносен поход, тя се превръща в монашески военен орден, натоварен с грижа и защита на Светите земи. След като в крайна сметка Светите земи са превзети от мюсюлманите, орденът се премества на остров Родос, а по-късно и в Малта.
Тевтонските рицари са германски религиозен орден, създаден през 1190 г. в град Акра, за да помагат както на християнските поклонници по пътя им към Светите земи, така и да управляват болници за болни и ранени във франкските владения. След като мюсюлманите превземат Светите земи, орденът се премества в Трансилвания през 1211 г. и по-късно, след като е изгонен, напада езическата Прусия с намерението да християнизира Прибалтика. И все пак, дори и след като главният му езически противник Литва приема християнството, орденът напада и християнски народи като Новгородската република и Полша. Мощта на тевтонските рицари става значителна, но през 1410 г. в битката при Грюнвалд орденът претърпява опустошително поражение срещу съвместна полско-литовска армия. След Грюнвалд орденът намалява влиянието си до 1809 г., когато е официално разпуснат.

### Схоластика
Новият християнски метод на обучение е повлиян от Анселм от Кентърбъри (1033 – 1109) чрез преоткриването на творбите на Аристотел, отначало косвено чрез средновековната еврейска и мюсюлманска философия (Маймонид, Авицена и Авероес), а след това и от оригиналните произведения на Аристотел, запазени във византийски и мюсюлмански библиотеки; както и от автори, върху които той е повлиял, най-вече Алберт Велики, Бонавентура и Абелар. Много схоласти вярват в емпиризма и подкрепят римокатолическите доктрини чрез светски изследвания, разсъждения и логика. Те се противопоставят на християнския мистицизъм и на платонистко-августинската идея, че разумът е нематериална субстанция. Най-известният от схоластите е Тома Аквински (по-късно обявен за доктор на църквата), който поставя началото на отдалечаване от платонизма и учението на Августин Блажени към аристотелизма. Аквински развива философията на съзнанието и пише, че разумът е по рождение tabula rasa („празен лист“), който чрез божествена искра е получил способността да мисли и разпознава форми или идеи. Други забележителни схоласти са Авероес, Росцелин, Абелар, Питър Ломбард и Франсиско Суарес. Един от основните дискусионни въпроси през това време е спорът за универсалите. Видни опоненти на различни аспекти на схоластичния мейнстрийм са Дънс Скот, Уилям от Окам, Питър Дамян, Бернар от Клерво и Сен Викторската школа.

### Златен век на монашеството
Краят на XI век / началото и средата на XII век е връхната точка на златния век на християнското монашество (VIII – XII век).
- Бенедиктински орден – монаси с черни одежди
- Цистерциански орден – монаси с бели одежди. Известен цистерцианец е Бернар от Клерво.

През XIII век се наблюдава възход на просешките ордени като:
- Францисканци (Малки братя, известни като Сивите братя), основан 1209 г.
- Кармелити (Отшелници на Пресвета Богородица от Кармел, известни като Белите братя), основан 1206 – 1214 г.
- Доминиканци (Орден на проповедниците, наричан често Черните братя), основан през 1215 г
- Августинци (Отшелници на св. Августин, често наричани братя Остин), основан 1256 г.

### Еретични движения
Християнските ереси съществуват в Европа и преди, но само в малък брой и с местен характер: в повечето случаи някой заблуден свещеник или село, върнало се към езическите традиции. В началото на XI век обаче се появяват масови еретични движения. Корените им могат да се търсят във възхода на търговските градове, свободните търговци и новата икономика, основана на парите. Селските ценности на монашеството не привличат много гражданите, които започват да основават секти, по-съзвучни с градската култура. Първите мащабни еретични движения в Западна Европа възникват в новоурбанизираните райони като Южна Франция и Северна Италия и вероятно са повлияни от богомилите и други дуалистични движения. Тези ереси се разпространяват в невиждан дотогава мащаб. Отговорът на католическата църква е да ги елиминира (като катарите) или да ги приеме и интегрира (като почитането на Франциск от Асизи, син на градски търговец, който се отказва от парите).

#### Катари
Катарството е движение с гностически елементи, възникнало около средата на X век, обявено от Римокатолическата църква като еретично. Съществува в голяма част от Западна Европа, но произходът му е от Лангедок и околните райони в Южна Франция.
Името произлиза от гръцки katharos, „чист“. Една от първите регистрирани употреби е Екберт фон Шьонау, който пише в Кьолн през 1181 г. : „Hos nostra Germania catharos appellat“.
Катарите се наричат още албигойци. Това име произхожда от края на XII век и е използвано от хрониста Жофроа дьо Брой от Виджеа през 1181 г. Името идва от южния град Алби (древната Албига). Наименованието не е съвсем точно, тъй като центърът на движението е в Тулуза и в съседните области.
Албигойците са силни в Южна Франция, Северна Италия и Югозападната Свещена Римска империя.
Богомилите са силни на Балканите и се превръщат в официална религия, поддържана от босненските крале – Босненска църква.
- Дуалистите вярват, че историческите събития са резултат на борбата между добрите и злите сили и че злото управлява света, макар че може да бъде контролирано или победено чрез аскетизъм и добри дела.
- Албигойски кръстоносен поход, Симон де Монфор, Монсегюр, Шато де Керибус

#### Валденси
Питър Валдо от Лион е богат търговец, който се отказва от богатството си около 1175 г. след религиозно просветление и става проповедник. Той основава сектата на валденсите, които вярват, че всички религиозни практики трябва да се основат на Писанията. На Валдо му е забранено да проповядва на Третия латерански събор през 1179 г., но той не се подчинява и продължава да говори свободно, докато е отлъчен през 1184 г. Валдо критикува християнското духовенство за това, че не живее според Писанието. Той отхвърля практиката на продажба на индулгенции, както и обичайните практики на отбелязване на дните на светиите.
Валденсите се считат за предшественици на протестантската Реформация и с настъпването ѝ те стават част от по-широкия калвинизъм, след като възгледите на Жан Калвин и неговите последователи в Женева се оказват много сходни с тяхната собствена богословска мисъл. Все още съществуват валденски църкви, разположени на няколко континента.

## Търговия
В Северна Европа през XII век се създава Ханзейската лига, федерация на свободните градове за развитие на търговията по море. Тя се свързва с град Любек, чиито търговци започват да формират гилдии, или „ханзи“, за да търгуват с отвъдморските градове. През 1158 – 1159 г. Любек играе водеща роля в Ханзата. В лигата се включват много от северните градове на Свещената Римска империя: Амстердам, Кьолн, Бремен, Хановер и Берлин. Ханзейски градове извън Свещената Римска империя са например Брюж и полският град Гданск (Данциг), както и Кьонигсберг, столица на Тевтонските рицари. Ханзата поддържа фактории и търговски посредници в Берген, Норвегия и Велики Новгород, Русия. В същия период период германците започват да колонизират Европа отвъд границите на империята, към Прусия и Силезия.
В края на XIII век венецианският пътешественик Марко Поло става един от първите европейци, които пътуват по Пътя на коприната до Китай. Западноевропейците стават по-информирани относно Далечния изток, когато Поло документира пътуванията си в Пътешествия (Il Milione). Той е последван на Изток от многобройни християнски мисионери като Вилхелм де Рубрук, Джовани да Плано Карпини, Андре дьо Лонджумо, Одорико, Джовани де Мариньоли, Джовани Монтекорвино и пътешественици като Николо Конти.

## Наука
Каролингският Ренесанс от предходния период е стимулирал научната и философска дейност в Северна Европа, но духовният живот все още се осъществява по строгите канони на църквата, и науката се съобразява с тях. Нещата се променят по време на т.нар. Ренесанс от XII век. Интелектуалното съживяване на Европа започва с основаването на първите университети в Болоня, Париж, Оксфорд, Саламанка, в които основно се изучава богословие. Наред с него църквата допуска и изучаване на антични произведения по дисциплините аритметика, астрономия, геометрия, граматика, реторика, диалектика, музика. Средновековната наука от това време е пропита от мистицизъм и схоластика, но именно тези зачатъци на мистичната промисъл, обърната към античното наследство, създават предпоставките за настъпването на Ренесанса по-късно. Увеличените контакти с ислямския свят в Андалус по време на Реконкистата, както и с Византия и мюсюлманския Левант по време на кръстоносните походи позволяват на европейците да получат достъп до гръцки и арабски научни текстове, включително до произведенията на Аристотел, Алхацен и Авероес. Европейските университети подпомагат съществено превода и разпространението на тези текстове и създават нова инфраструктура, необходима за развитието на научните общности.
В началото на XIII век вече има сравнително точни латински преводи на основните произведения на почти всички важни древни автори, което позволява трансфер на научни идеи както от университетите, така и от манастирите. По това време естествената наука, съдържаща се в тези текстове, започва да се разширява от известни схоласти като Робърт Гросетесте, Роджър Бейкън, Алберт Велики и Дънс Скот. Предизвестия на съвременния научен метод могат да се видят в акцента на Гросетесте върху математиката като начин за разбиране на природата и в емпиричния подход, проповядван от Бейкън, особено в неговия Opus Majus.

### Техника и технологии
През XII и XIII век в Европа се наблюдава радикална промяна в прилагането на изобретения и иновации в начините на традиционното производство, които водят до икономически растеж. За по-малко от век се появяват повече изобретения, разработени и приложени на практика, отколкото през предходните хиляда години. Периодът отбеляза голям технологичен напредък, включително навлизането или изобретяването на вятърни мелници, воденици, хартията, книгопечатането (макар и все още не с ръчен набор), барутът, астролабията, очилата, ножици с модерна форма, по-добър часовник и значително подобрени кораби. Последните две постижения подпомагат навигацията и правят възможно настъпването на ерата на Великите географски открития. Всички тези изобретения са повлияни от контактите с чужди култури и общества.
- Най-ранното писмено описание на вятърна мелница е от Йоркшър, Англия, датирано от 1185 година.
- Производството на хартия започва в Италия около 1270 г.
- Чекръкът е донесен в Европа (вероятно от Индия) през XIII век.
- Магнитният компас за първи път достига до Европа към края на XII век.
- Очилата са изобретени в Италия в края на 1280-те.
- Астролабията се завръща в Европа през ислямска Испания.
- Фибоначи въвежда арабските цифри в Европа с книгата си Liber Abaci през 1202 г.
- Най-старото известно на Запада изображение на рул, монтиран на кърмата, се намира на църковни резби от около 1180 година.

Забогатяването на религиозно настроените слоеве от населението и свещеничеството спомага за напредък в строителството и за издигането на катедрали.